# Mysidopsis tortonesei
Mysidopsis tortonesei är en kräftdjursart som beskrevs av Mihai Bacescu 1968. Mysidopsis tortonesei ingår i släktet Mysidopsis och familjen Mysidae. Inga underarter finns listade i Catalogue of Life.